# ريتيس فيشفيلا
ريتيس فيشفيلا (بالليتوانية: Rytis Vaišvila)‏ مواليد 23 مايو 1971 في كلايبيدا، الجمهورية الليتوانية السوفيتية الاشتراكية، الاتحاد السوفيتي، هو مدرب كرة سلة ليتواني ولاعب معتزل. بدأ مسيرته الاحترافية في سنة 1990. يبلغ طوله 6 قدم 6 بوصة (2.0 م). مثّل منتخب بلاده. شارك في دورة الألعاب الأولمبية الصيفية سنة 1996. اعتزل اللعب في 2007.

## المسيرة الاحترافية
لعب مع نادي أتلتاس لكرة السلة من سنة 1990 إلى 1996، ثم لعب مع توربان بويات في موسم 1999–2000، ثم لعب مع نادي سولنوكي أولاي لكرة السلة من سنة 2002 إلى 2004.

## الميداليات
| الميدالية | المسابقة                       |
| --------- | ------------------------------ |
| برونزية   | الألعاب الأولمبية الصيفية 1996 |

## روابط خارجية
- ريتيس فيشفيلا على موقع الاتحاد الدولي لكرة السلة (الإنجليزية)
- ريتيس فيشفيلا على موقع كرة السلة الأوروبية.كوم (الإنجليزية)
- ريتيس فيشفيلا على موقع ريلجم (الإنجليزية)
- ريتيس فيشفيلا على موقع بروبوليرز (الإنجليزية)
- ريتيس فيشفيلا على موقع سبورتس رفرنس (الإنجليزية)
- ريتيس فيشفيلا على موقع أوليمبيديا (الإنجليزية)